# Марина Курукчі
Марина Курукчі́ (крим. Marina Kurukçi, нар. 1977 року) — кримськотатарська й українська художниця-керамістка, майстриня майоліки, гончарка. Працює з традиційним кримськотатарським орнаментом «Орнек», що внесений до культурної спадщини ЮНЕСКО. Членкиня творчого об'єднання «Чатир‑Даг» та Асоціації народних художників України.

## Біографія та кар'єра
Народилася 1977 року. До 2014 року жила у Криму, а потім переїхала в Березань неподалік Києва через російську анексію півострова. 2022 року, після початку російського повномасштабного вторгнення в Україну, переїхала до Вроцлава.
Малюванням почала займатися ще в дитинстві, однак зацікавлення кримськотатарською культурною спадщиною з'явилося вже в дорослому віці. У 2000—2007 роках навчалася в Таврійському національному університеті та Кримському художньому училищі імені Миколи Самокиша на відділенні живопису. Після університету Марина Курукчі, вивчаючи різні мистецькі напрями, відвідала майстер-клас з кераміки, якою з того моменту й зацікавилася. Далі пройшла спеціалізований курс і згодом почала самостійно працювати з керамікою. Перше гончарне коло для Марини зробив її батько з підручних матеріалів. Початкові навички зі створення кераміки здобула в майстерні «Ель-Чєбєр». Коли освоїла перші навички роботи з керамікою, почала знайомитися з іншими майстрами, зокрема з відомим кримськотатарським художником Мамутом Чурлу. У нього навчилася традиційного орнаменту.
2015 року роботи Марини Курукчі були представлені на виставці «Візерункові традиції Криму» в Центральному музеї Тавриди в Сімферополі, а 2017 року — на міжмузейному проєкті «Чумацький Шлях», який досліджував взаємозв'язок між українською та кримськотатарською культурами та відбувся в галереї «Хлібня» в Софіївському парку, Київ. Надалі Марина Курукчі активно бере участь у ярмарках у Польщі, зокрема в Любліні та Варшаві, де популяризує кримськотатарську культуру та розкриває зміст традиційних орнаментів. Керамічні твори Курукчі також входять до колекцій численних музеїв та були представлені на виставках у багатьох країнах світу, серед яких, зокрема, Туреччина, Литва, Узбекистан, Чехія, Італія, Росія.
Учасниця творчого об'єднання «Чатир-Даг» та проєкту «Кримський стиль», з 2016 року членкиня Асоціації народних художників України.

### Техніка і стиль

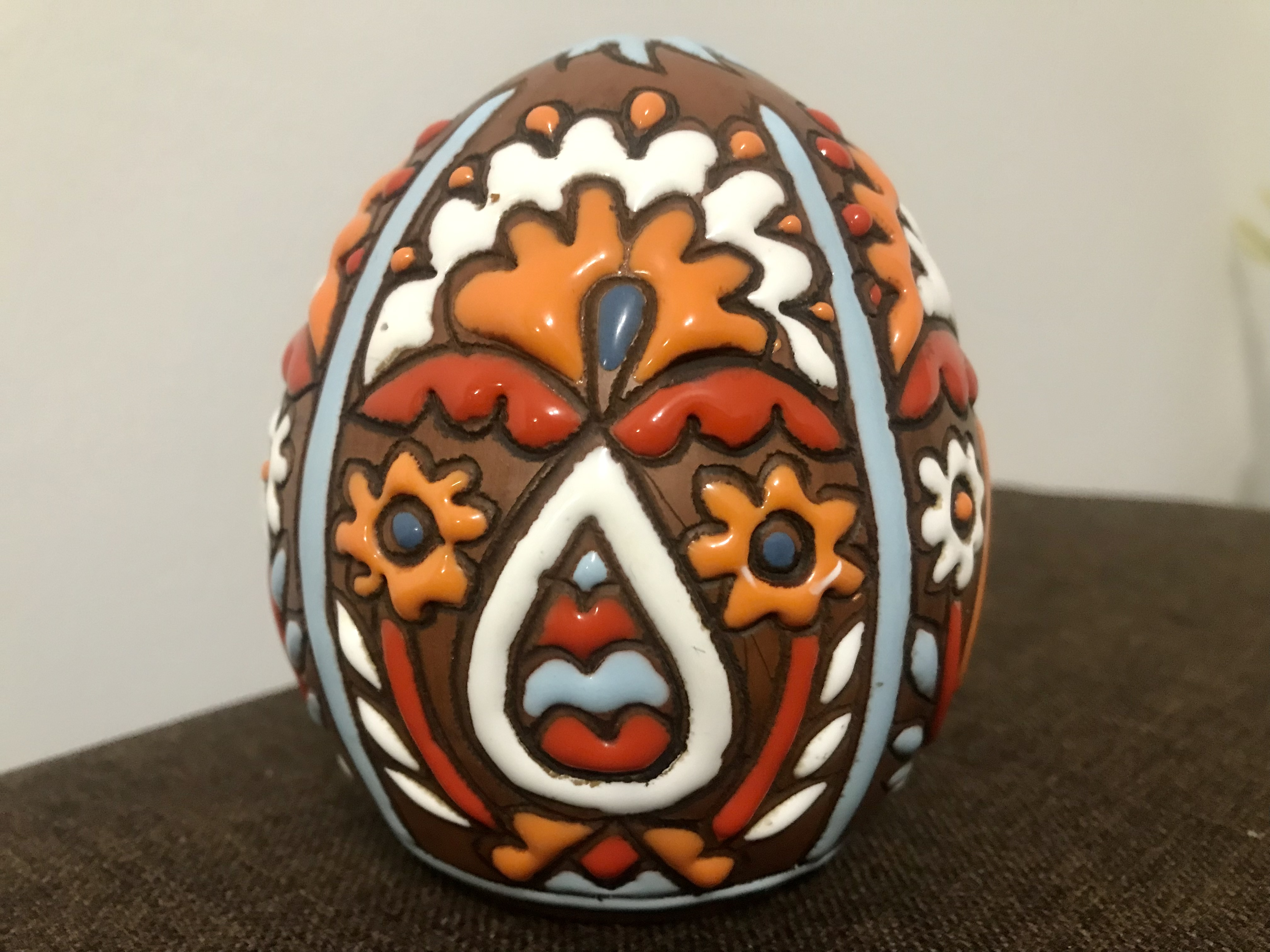
Керамічна писанка з орнаментом «Орнек» авторства Марини Курукчі

У своїх роботах Марина Курукчі використовує давній кримськотатарський орнамент — «Орнек», побудований на системі знаків, кожен із яких має окреме значення. В основі системи кілька базових схем і символів, які у кримськотатарському орнаменті зазвичай добрі: зображують здоров'я, благополуччя, продовження роду тощо. Марина Курукчі — одна з приблизно 50 людей у світі, які добре розуміють і застосовують у своєму мистецтві символіку орнаменту «Орнек».
Керамічні вироби Курукчі виконує в авторській техніці, що поєднує відкриту теракотову основу з мереживним декоративним шаром майоліки, крізь який частково просвічує природна фактура глини. Цей прийом є характерною ознакою стилю майстрині. Її роботам також притаманна висока орнаментальна насиченість і ретельно опрацьовані декоративні деталі.

## Особисте життя
Одружена, має двох синів. Діти, чоловік і мама Марини Курукчі також залучаються до процесу створення кераміки.